# Lorraine Ugen
Lorraine Efe Ugen (* 22. August 1991 in London) ist eine britische Weitspringerin, die gelegentlich auch in Sprint-Disziplinen an den Start geht.

## Sportliche Laufbahn
Erste internationale Erfahrungen sammelte Lorraine Ugen bei den Junioreneuropameisterschaften 2009 in Novi Sad, bei denen sie mit einer Weite von 5,85 m in der Qualifikation ausschied, wie auch bei den Juniorenweltmeisterschaften in Moncton im Jahr darauf mit 5,56 m. 2011 gelang ihr bei den U23-Europameisterschaften in Ostrava kein gültiger Versuch. Zwei Jahre später gelangte sie bis in das Finale der U23-Europameisterschaften in Tampere, konnte dort aber aufgrund einer Verletzung nicht mehr antreten. Zudem qualifizierte sie sich für die Weltmeisterschaften in Moskau, bei denen ihr erneut kein gültiger Versuch gelang. Für England startend nahm sie 2014 erstmals an den Commonwealth Games in Glasgow teil und wurde dort mit einem Sprung auf 6,39 m Fünfte. Im Jahr darauf nahm sie erneut an den Weltmeisterschaften in Peking teil und belegte dort mit 6,85 m im Finale ebenfalls den fünften Platz. 2016 gewann sie bei den Hallenweltmeisterschaften in Portland mit neuem britischen Hallenrekord von 6,93 m die Bronzemedaille hinter der US-Amerikanerin Brittney Reese und Ivana Španović aus Serbien. Bei den Europameisterschaften in Amsterdam schied sie mit 6,33 m überraschend in der Qualifikation aus. Trotzdem qualifizierte sie sich für die Olympischen Spiele in Rio de Janeiro, bei denen sie mit 6,58 m im Finale den elften Platz erreichte. 2017 verbesserte sie bei den Halleneuropameisterschaften in Belgrad ihren britischen Rekord auf 6,97 m und sicherte sich damit die Silbermedaille hinter der Serbin Španović. Im August klassierte sie sich bei den Heimweltmeisterschaften in London mit einer Weite von 6,72 m im Finale erneut auf dem fünften Platz.
2018 nahm sie erneut an den Commonwealth Games im australischen Gold Coast teil und wurde dort mit 6,69 m Vierte im Weitsprung. Überraschend wurde sie Teil der englischen 4-mal-100-Meter-Staffel, die mit neuem Landesrekord von 42,46 s die Goldmedaille gewann. Im August belegte sie bei den Europameisterschaften in Berlin mit 6,45 m den neunten Platz. 2021 nahm sie erneut an den Olympischen Sommerspielen in Tokio teil und schied dort mit 6,05 m in der Qualifikationsrunde aus. Im Jahr darauf startete sie bei den Hallenweltmeisterschaften in Belgrad und gewann dort mit einem Sprung auf 6,82 m erneut die Bronzemedaille, diesmal hinter der Serbin Ivana Vuleta und Ese Brume aus Nigeria. Ende Juni siegte sie mit 6,81 m bei der Bauhaus-Galan und anschließend belegte sie bei den Weltmeisterschaften in Eugene mit 6,53 m im Finale den zehnten Platz. Daraufhin wurde sie bei den Commonwealth Games in Birmingham mit 6,60 m Fünfte.
In den Jahren 2017, 2018 und 2022 wurde Ugen Britische Meisterin im Weitsprung im Freien sowie 2017 und 2022 auch in der Halle. Für die Texas Christian University startend wurde sie 2013 NCAA-Meisterin und 2014 NCAA-Hallenmeisterin.

## Persönliche Bestleistungen
- 100 Meter: 11,32 s, 30. Juni 2018 in Birmingham
- Weitsprung: 7,05 m (+1,5 m/s), 1. Juli 2018 in Birmingham
- Weitsprung (Halle): 6,97 m, 5. März 2017 in Belgrad (britischer Rekord)